# Philippe Bugalski
Philippe Bugalski (Busset, 12 juni 1963 – Vichy, 10 augustus 2012) was een Frans rallyrijder. Hij won het Frans rallykampioenschap drie keer en was ook mede verantwoordelijk voor de eerste successen van Citroën in het Wereldkampioenschap rally; daarin het meest prominent zijn twee overwinningen die hij met de Formule 2 Citroën Xsara Kit Car behaalde in het seizoen 1999.

## Carrière
Philippe Bugalski maakte zijn debuut in de rallysport in 1982. Gedurende de jaren tachtig bleef hij voornamelijk op nationaal niveau actief, en hij zou pas begin jaren negentig internationaal doorbreken in de sport. In het seizoen 1992 reed hij een geselecteerd programma voor Lancia in het Wereldkampioenschap rally, waarmee hij in al zijn drie optredens een finish binnen de punten afdwong en tevens met een derde plek op het podium eindigde in Corsica. Lancia was op dat moment echter haar fabrieksactiviteiten al aan het indammen, waardoor Bugalski het jaar daarop een terugkeer maakte bij Renault, waar hij voorafgaand aan zijn Lancia-periode ook al actief was. Renault was voornamelijk actief in het Frans rallykampioenschap, waarin Bugalski een vast aanzicht werd en zich daarmee specialiseerde in asfalt ondergronden. In 1996 won hij met een Renault Mégane Maxi de Corsicaanse rally, die dat jaar echter enkel openstond voor het wereldkampioenschap voor Formule 2-auto's.

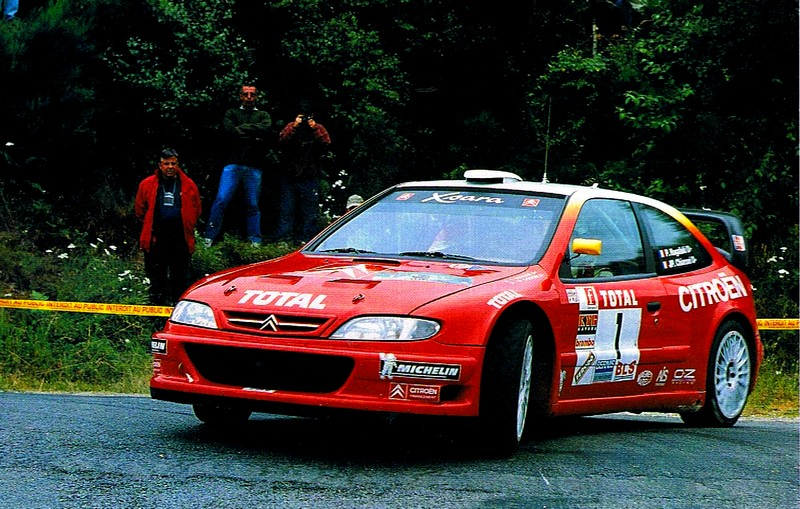
Bugalski was een drijvende kracht achter de ontwikkeling van de Citroën Xsara WRC, hier actief met de T4 versie in 2000

Eind jaren negentig maakte hij de overstap naar Citroën, die met de Citroën Xsara Kit Car op dat moment ook actief waren in de Formule 2 categorie. Bugalski was daarin een drijvende kracht achter de gestage ontwikkeling die Citroën een competitief merk maakte in de sport. Met de voorwielaangedreven Xsara Kit Car werd hij in 1998 en 1999 Frans rallykampioen, maar een nog groter resultaat kwam er met het winnen van de WK-rally's in Catalonië en Corsica in het seizoen 1999. Hiermee versloeg hij de oppositie van de vierwiel- turboaangedreven World Rally Cars, die toen al de dominerende klasse waren in de rallysport. Ook Citroën kwam vervolgens aanzetten met een World Rally Car (de eerste versie officieel genaamd de 'Xsara T4'), en in 2000 schreef Bugalski hiermee voor de derde keer achtereenvolgend de Franse titel op zijn naam. Een doorgeëvolueerde versie maakte met Bugalski en teamgenoot Jesús Puras in het seizoen 2001 zijn debuut in het WK rally, waarin beide rijders voornamelijk op asfalt het potentieel van de latere successen van deze auto al toonbaar maakten.
Bugalski reed tot en met het seizoen 2003 nog geselecteerde WK-rally´s voor Citroën en bleef vervolgens aan als testrijder, een rol die hij ook na het stoppen van zijn actieve carrière als rallyrijder zou blijven vervullen. Daarnaast beheerde hij ook zijn eigen team (Automeca) en begeleidde hij jonge rijders, waaronder de Belgische Thierry Neuville en de Nederlander Kevin Abbring.
Bugalski overleed op 10 augustus 2012 op 49-jarige leeftijd te Vichy, door een val uit een boom in zijn tuin.

## Complete resultaten in het Wereldkampioenschap rally

### Overwinningen
| Nr. | Seizoen | Rally                                   | Navigator          | Auto                  |
| --- | ------- | --------------------------------------- | ------------------ | --------------------- |
|     | 1996    | 40ème Tour de Corse - Rallye de France* | Jean-Paul Chiaroni | Renault Mégane Maxi   |
| 1   | 1999    | 35º Rallye Catalunya - Costa Brava      | Jean-Paul Chiaroni | Citroën Xsara Kit Car |
| 2   | 1999    | 43ème Tour de Corse - Rallye de France  | Jean-Paul Chiaroni | Citroën Xsara Kit Car |

* Ronde viel buiten het officiële rijders- en constructeurskampioenschap.

### Overzicht van deelnames
| Seizoen | Inschrijving        | Auto                      | 1      | 2   | 3      | 4     | 5      | 6      | 7      | 8      | 9     | 10     | 11     | 12     | 13     | 14  | Pos. | Punten |
| ------- | ------------------- | ------------------------- | ------ | --- | ------ | ----- | ------ | ------ | ------ | ------ | ----- | ------ | ------ | ------ | ------ | --- | ---- | ------ |
| 1984    | Philippe Bugalski   | Volkswagen Golf GTI       | MON NF | ZWE | POR    | KEN   | FRA    | GRI    | NZL    | ARG    | FIN   | ITA    | IVK    | GBR    |        |     | -    | 0      |
| 1988    | Renault Chartres    | Renault 21 Turbo          | MON    | ZWE | POR    | KEN   | FRA NF | GRI    | VST    | NZL    | ARG   | FIN    | IVK    | ITA    | GBR    |     | -    | 0      |
| 1989    | Philippe Bugalski   | Renault 21 Turbo          | MON NF | ZWE | POR    | KEN   | FRA    | GRI    | NZL    | ARG    | FIN   | AUS    | ITA    | IVK    | GBR    |     | -    | 0      |
| 1991    | Société Diac        | Renault Clio 16S          | MON    | ZWE | POR    | KEN   | FRA 8  | GRI    | NZL    | ARG    | FIN   | AUS    | ITA    | IVK    | SPA    | GBR | 50   | 3      |
| 1992    | Jolly Club          | Lancia Delta HF Integrale | MON 5  | ZWE | POR    | KEN   |        |        |        |        |       |        |        |        |        |     | 13   | 22     |
| 1992    | Martini Racing      | Lancia Delta HF Integrale |        |     |        |       | FRA 3  | GRI    | NZL    | ARG    | FIN 9 | AUS    | ITA    | CIV    | SPA    | GBR | 13   | 22     |
| 1994    | Société Diac        | Renault Clio Williams     | MON    | ZWE | POR    | KEN   | FRA NF | GRI    | ARG    | NZL    | FIN   | AUS    | ITA    | SPA    | GBR    |     | -    | 0      |
| 1995    | Société Diac        | Renault Clio Maxi         | MON NF | ZWE | POR    | KEN   | FRA 9  | GRI    | NZL    | ARG    | FIN   | AUS    | ITA    | SPA    | GBR    |     | 28   | 2      |
| 1996    | Société Diac        | Renault Mégane Maxi       | MON    | ZWE | POR    | KEN   | IDN    | FRA 1  | GRI    | NZL    | ARG   | FIN    | AUS    | ITA    | SPA    | GBR | -    | -      |
| 1997    | Société Diac        | Renault Mégane Maxi       | MON    | ZWE | KEN    | POR   | SPA    | FRA 6  | ARG    | GRI    | NZL   | FIN    | IDN    | ITA    | AUS    | GBR | 30   | 1      |
| 1998    | Automobiles Citroën | Citroën Xsara Kit Car     | MON    | ZWE | KEN    | POR   | SPA 5  | FRA NF | ARG    | GRI    | NZL   | FIN    | ITA NF | AUS    | GBR    |     | 17   | 2      |
| 1999    | Automobiles Citroën | Citroën Xsara Kit Car     | MON NF | ZWE | KEN    | POR   | SPA 1  | FRA 1  | ARG    | GRI    | NZL   | FIN    | CHN    | ITA NF | AUS    | GBR | 7    | 20     |
| 2000    | Automobiles Citroën | Citroën Saxo Kit Car      | MON    | ZWE | KEN    | POR   | SPA    | ARG    | GRI 16 | NZL    | FIN   | CYP    | FRA 16 | ITA NF | AUS    | GBR | -    | 0      |
| 2001    | Automobiles Citroën | Citroën Saxo Kit Car      | MON 14 | ZWE | POR NF |       |        |        |        |        |       |        |        |        |        |     | 21   | 1      |
| 2001    | Automobiles Citroën | Citroën Xsara WRC         |        |     |        | SPA 8 | ARG    | CYP    | GRI 6  | KEN    | FIN   | NZL    | ITA NF | FRA NF | AUS    | GBR | 21   | 1      |
| 2002    | Automobiles Citroën | Citroën Xsara WRC         | MON NF | ZWE |        | SPA 3 | CYP    | ARG    | GRI    | KEN    | FIN   | DUI NF | NZL    |        |        |     | 11   | 7      |
| 2002    | Piedrafita Sport    | Citroën Xsara WRC         |        |     | FRA 4  |       |        |        |        |        |       |        |        | ITA NF | AUS    | GBR | 11   | 7      |
| 2003    | Citroën Total       | Citroën Xsara WRC         | MON    | ZWE | TUR    | NZL   | ARG    | GRI    | CYP    | DUI NF | FIN   | AUS    | ITA 8  | FRA 9  | SPA 10 | GBR | 23   | 1      |